# Granulierte Spatelmuschel
Die Granulierte Spatelmuschel (Thracia villosiuscula) ist eine Muschel-Art aus der Familie der Spatelmuscheln (Thraciidae).

## Merkmale
Das ungleichklappige, nur mäßig geblähte Gehäuse wird bis zu 30 mm lang. Die rechte Klappe ist etwas größer und stärker gewölbt als die linke Klappe. Es ist ungleichseitig, die Wirbel sitzen hinter der Mittellinie. Im Umriss ist es länglich-eiförmig. Nordsieck gibt ein Verhältnis von Länge zu Breite zu Dicke von 20–25 mm zu 14–17 mm zu 7–8 mm an. Der hintere Dorsalrand ist gerade bis sehr leicht konkav gewölbt. Der hintere Rand wirkt rechtwinklig zur Längsachse abgestutzt. Der vordere Dorsalrand zu zunächst ebenfalls gerade und geht in den weit gerundeten Vorderrand über. Der Ventralrand ist nur schwach ausgewölbt, bei manchen Exemplaren fast gerade. Das Ligament liegt external und intern. Das äußere Ligament ist kurz und liegt hinter den Wirbeln. Das innere Ligament ist dick und liegt in einer schmalen, dreieckigen Grube (jeweils in rechter und linker Klappe) unter dem externen Ligament in der Schlossplatte. Das Lithodesma ist kurz, zapfenförmig und sitzt vor dem Ligament. Es passt in eine Grube in der jeweils anderen Klappe. Der vordere Schließmuskel ist lang und dünn, der hintere Schließmuskel etwas breiter und gerundet-dreieckig. Die Mantelbucht ist U-förmig, sehr tief und reicht bis auf die Höhe des vorderen Endes des inneren Ligaments.
Die weißliche Schale ist dünn und zerbrechlich. Die Ornamentierung besteht aus feinen randparallelen Linien und Rippen. Die Oberfläche ist zudem fein gekörnt. Die Körnelung ist besser unter der Lupe sichtbar und ist vor allem im hinteren Teil des Gehäuses ausgeprägt. Das hellbraune Periostracum ist ein sehr dünnes, organisches Häutchen. Der innere Gehäuserand ist glatt. Die innere Gehäuseseite ist glänzend weiß.

## Ähnliche Arten
Die Granulierte Spatelmuschel (Thracia villosiuscula) ist nur sehr schwierig von der Weißen Bohne (Thracia phaseolina) zu unterscheiden. Bei der letzteren Art ist der hintere Rand schräg nach hinten abgestutzt. Typisches Merkmal der Granulierten Spatelmuschel ist die gekörnelte Oberfläche, die aber nur mit der Lupe gut zu sehen ist. Die Lange Spatelmuschel
(Thracia pubescens) ist deutlich größer.

## Geographische Verbreitung und Lebensraum
Das Verbreitungsgebiet der Art reicht von der östlichen Nordsee (Schweden, Norwegen) zu den Britischen Inseln und zum Kanal. Die Tiefenverbreitung beginnt vom tieferen Gezeitenbereich bis zur Mitte des Schelfes (etwa 60 Meter). Sie bevorzugt grobsandige, feinkiesige bis grobkiesige Böden.

## Taxonomie
Das Taxon wurde 1827 von William MacGillivray unter der ursprünglichen Kombination Anatina villosiuscula veröffentlicht. Sie ist allgemein als gültige Art anerkannt.

## Belege

### Online
- Marine Bivalve Shells of the British Isles: Thracia villosiuscula (MacGillivray, 1827) (Website des National Museum Wales, Department of Natural Sciences, Cardiff)
- Marine Species Identification Portal: Thracia villosiuscula (MacGillivray, 1827)